# Piper pinuna-negroense
Piper pinuna-negroense är en pepparväxtart som beskrevs av Trel. & Yunck.. Piper pinuna-negroense ingår i släktet Piper och familjen pepparväxter. Inga underarter finns listade i Catalogue of Life.